# عمر بن سعید
عمر بن سعید (۱۷۷۰–۱۸۶۴) عالم اهل سنگال که در سال ۱۸۰۷ به بردگی گرفته و به ایالات متحده منتقل شد. او مجموعه ای از آثار تاریخ و الهیات، از جمله زندگی‌نامه معروف خود را نوشت.

## زندگی‌نامه
عمر بن سعید در سنگال کنونی در فوتا تورو، منطقه‌ای در امتداد رودخانه سنگال میانه در غرب آفریقا، در یک خانواده ثروتمند متولد شد. وی یک دانشمند اسلامی و یک فولا بود که ۲۵ سال از عمر خود را صرف تحصیل با دانشمندان برجسته مسلمان کرد و دروس مختلفی از حساب تا الهیات را در آفریقا فرا گرفت. در سال ۱۸۰۷، در یک درگیری اسیر شد، به بردگی گرفته و از طریق اقیانوس اطلس به ایالات متحده منتقل شد.
یکبار از دست صاحب بی‌رحم خود در چارلستون، کارولینای جنوبی فرار کرد و به فایتویل، کارولینای شمالی رفت. در آنجا دوباره دستگیر و به جیمز اوون فروخته شد. سعید تا اواسط نود سالگی زندگی کرد و در زمان مرگ در ۱۸۶۴ هنوز برده بود. وی در شهرستان بلادن، کارولینای شمالی به خاک سپرده شد. عمر بن سعید به عمو مورو و شاهزاده عمروه نیز معروف بود.

## دین
اگرچه عمر در ۳ دسامبر ۱۸۲۰ به مسیحیت گروید، اما تقدیم‌هایی به پیامبر اسلام در انجیل خود نوشته‌است، مثلاً روی کارتی در انجیل خود در ۱۸۵۷ سوره النصر را نوشته، سوره ای کوتاه که به مسلمان شدن غیرمسلمانان اشاره دارد. در سیاهه پشت این کارت دست نوشته شخص دیگری به انگلیسی است که سوره را به عنوان دعای ربانی مسیحی اشتباه گرفته و وضعیت عمر را به عنوان یک مسیحی خوب تأیید می‌کند. در حالی که دیگران که از جانب عمر می‌نوشتند وی را مسیحی معرفی می‌کردند، زندگی‌نامه و سایر نوشته‌های وی موضع بینابینی دارد.

## خودنوشت
او در شرح حال خود، هنگام توصیف زندگیش در کشورش، پیامبر اسلام را ستایش می‌کند. اشارات او به «عیسی مسیح» در واقع توصیفات قرآنی حضرت مسیح (که در قرآن یازده بار «مسیح» نامیده می‌شود) و شئائر اسلامی معمول برای پیامبران است و نباید با روش مسیحی که عیسی را خداوند (ربّ) میدانند اشتباه گرفته شود..
تجزیه و تحلیل ادبی از زندگی‌نامه سعید نشان می‌دهد که او آن را برای دو مخاطب، با سواد سفیدپوست و خوانندگان مسلمان که ابزارهای ادبی قرآن را تشخیص می‌دهند و موقعیت او را به عنوان یک مسلمان تحت بردگی درک می‌کنند، نوشته‌است. وی در نامه ای که در مورد زندگینامه اش به شیخ هانتر نوشت، به خاطر  صحبت نکردن در مورد سرزمین مادری خود عذرخواهی کرده و در پایان‌نامه نوشته‌است: «ای برادران من، مرا سرزنش نکنید». بسیما کامل شاهین استدلال می‌کند که ممکن است سعید به گونه ای هدفمند ابهامی در نوشته های خود قرار داده تا بی عدالتی‌های برده داری را بر خوانندگان خود آشکار کند.

## آثار
عمر بن سعید به دلیل چهارده نسخه خطی به زبان عربی نوشت. وی بیشتر به خاطر مقاله زندگی‌نامه خود، زندگی عمر بن سعید، که در سال ۱۸۳۱ نوشته  مشهور است. این کتاب برخی از وقایع زندگی او را توصیف می‌کند و شامل تأملاتی در مورد پایبندی او به اسلام و گشودگی او نسبت به سایر افراد «خدا ترس» است.
کتاب ممکن است در برابر بردگی منعطف بنظر بیاید ولی سعید آن را با سوره الملک قرآن آغاز می‌کند، که می‌گوید فقط خداوند بر انسان‌ها حاکمیت دارد. این تنها زندگینامه عربی شناخته شده توسط یک برده در آمریکا است. این کتاب  قبل از خرید توسط کتابخانه کنگره در سال ۲۰۱۷ بین مجموعه داران خصوصی دست به دست میشد . از آن زمان حفظ شده و به صورت آنلاین قابل مشاهده است.
بیشتر کارهای دیگر سعید شامل نسخه‌های خطی اسلامی به زبان عربی بود، از جمله یک نسخه دست‌نویس از برخی سوره‌های کوتاه قرآن که اکنون بخشی از مجموعه کارولینای شمالی در کتابخانه ویلسون در دانشگاه کارولینای شمالی در چاپل هیل است.
سعید که از بر می‌نوشت، اشتباهاتی هم داشت، به ویژه در آغاز سوره نصر ( که در انجیل خود نوشته است) اشتباهاتی دارد.او همچنین نویسنده نامه ای بود، به تاریخ ۱۸۱۹، خطاب به برادر جیمز اوون، سرگرد جان اوون، به عربی و حاوی منابع قرآنی (از جمله سوره الملک)، که شامل چندین نماد هندسی نیز می‌باشد. نمادها و اشکال که به اهداف احتمالی باطنی آن اشاره می‌کنند. این نامه که در حال حاضر در حوزه علمیه آندور نگهداری می‌شود، در مجله مسلمانان آفریقایی آلن آستین تجدید چاپ شده است.

## یادگار
در سال ۱۹۹۱، مسجدی در فایتویل، کارولینای شمالی را بیاد او به مسجد عمر بن سعید تغییر نام دادند.